# Zhan Zhuang
Zhàn zhuāng (chinesisch 站樁 / 站桩, Pinyin zhàn zhuāng – „wörtlich stehender Pfahl, stehende Säule“) ist eine Form von Qigong und wird in ruhigen, sorgfältig ausbalancierten Positionen geübt.
Zhan Zhuang bedeutet wörtlich „Stehen wie ein Pfahl“ (Pfosten, Stütze oder Säule). Die Details der Positionen können an die Stärke und Kraft des Übenden angepasst werden. Daher ist diese Qigong-Form für Menschen unterschiedlichster Konstitution geeignet.
Das System der grundlegenden Übungen, so wie es heute bekannt ist, wurde von Großmeister Wang Xiangzhai (1885–1963) begründet.
Einer seiner bedeutendsten Schüler, Professor Yu Yongnian (* 1919), ist das derzeitige Oberhaupt der Zhan Zhuang-Qigong-Linie. Im Jahre 1953 führte er Zhan Zhuang an verschiedenen Krankenhäusern in China als eine Methode zur Behandlung von chronisch Kranken ein.
In den Westen gelangte Zhan Zhuang Mitte der 80er Jahre durch Meister Lam Kam-Chuen, einem langjährigen Schüler von Professor Yu. Meister Lam lebt und unterrichtet seit 1975 in London. Er ist Autor mehrerer Bücher, u. a. des ersten Buches über Zhan Zhuang das im Westen veröffentlicht wurde.